# Eurocoupe féminine de basket-ball 2021-2022
Navigation
Saison précédente Saison suivante
L’Eurocoupe de basket-ball 2021-2022 est la 20e édition de la seconde compétition européenne de clubs de basket-ball féminins derrière l’Euroligue.

## Équipes
| Équipes reversées d’Euroligue au stade des quarts de finale | Équipes reversées d’Euroligue au stade des quarts de finale | Équipes reversées d’Euroligue au stade des quarts de finale | Équipes reversées d’Euroligue au stade des quarts de finale |
| ----------------------------------------------------------- | ----------------------------------------------------------- | ----------------------------------------------------------- | ----------------------------------------------------------- |
| TTT Riga KSC Szekszárd                                      | Reyer Venise-Mestre                                         | Uni Gérone CB Galatasaray İstanbul                          | Basket Landes                                               |
| Saison régulière                                            |                                                             |                                                             |                                                             |
| Conférence 1                                                | Conférence 1                                                | Conférence 2                                                | Conférence 2                                                |
| ACS Sepsi S. Gheorghe (EL Q)                                | AZS AJP Gorzów Wielkopolski (3e)                            | Tango Bourges Basket (EL Q)                                 | Roche Vendée BC (6e)                                        |
| Bellona Kayseri (EL Q)                                      | NIKA Syktyvkar (4e)                                         | Valence Basket (EL Q)                                       | Rutronik Stars Keltern (1er)                                |
| Horizont Minsk (1er)                                        | Nadejda Orenbourg (5e)                                      | Basket Namur-Capitale (1er)                                 | Virtus Segafredo Bologne (4e)                               |
| Panathinaïkós Athènes (1er)                                 | BK Ienisseï Krasnoïarsk (7e)                                | Castors Braine (2e)                                         | MBK Ružomberok (1er)                                        |
| Olympiakós Le Pirée (2e)                                    | Étoile rouge de Belgrade (1er)                              | Kangoeroes Basket Mechelen (5e)                             | Lointek Gernika Bizkaia (4e)                                |
| Uni Győr (3e)                                               | Nesibe Aydın GSK Ankara (3e)                                | BK Žabiny Brno (3e)                                         | Movistar Estudiantes Madrid (5e)                            |
| DVTK Miskolc (4e)                                           | OGM Ormanspor Ankara (5e)                                   | KP Brno (4e)                                                | Clarinos Tenerife (6e)                                      |
| Neve David Ramla (3e)                                       | ÇBK Mersin Yenisehir Bld (6e)                               | LDLC ASVEL Lyon (4e)                                        | Elfic Fribourg Basket (1er)                                 |
| MKS Polkowice (2e)                                          | BC Prometeï Kamianske (1er)                                 | ESB Villeneuve-d’Ascq (5e)                                  |                                                             |
| Tour de qualification                                       |                                                             |                                                             |                                                             |
| Conférence 1                                                | Conférence 1                                                | Conférence 2                                                | Conférence 2                                                |
| PAOK Salonique (5e)                                         | Polskieprzetwory Bydgoszcz (4e)                             | Liège Panthers (4e)                                         | Dinamo Banco Sardegna Sassari (12e)                         |
| Elefthería Moschátou (9e)                                   | AZS UMCS Lublin (5e)                                        | Spurs de Courtrai (6e)                                      | BBC Grünewald H. Niederanven (5e)                           |
| AS Níki Leucade (10e)                                       | Sparta&K région de Moscou-Vidnoïe (8e)                      | Flammes Carolo Basket (7e)                                  | Ulriken Eagles Bergen (1er)                                 |
| Ludovika-FCSM Csata Budapest (5e)                           | A3 Basket Umeå (3e)                                         | Tarbes Gespe Bigorre (8e)                                   | Clube União Sportiva Ponta Delgada (2e)                     |
| NKA Universitas PEAC Pécs (6e)                              | Hatayspor Antioche (8e)                                     | Lions de Londres (1er)                                      | Piešťanské Čajky (2e)                                       |
| Elitzur Holon (4e)                                          | Elazığ İl Özel İdarespor (11e)                              | Haukar (2e)                                                 | Duran Maquinaria Ensino (7e)                                |
|                                                             |                                                             | Magnolia BR Campobasso (9e)                                 | CB Islas Canarias Las Palmas (8e)                           |

## Tour de qualification

### Conférence 1
| Équipe 1                          | Score   | Équipe 2                     | Aller  | Retour |
| --------------------------------- | ------- | ---------------------------- | ------ | ------ |
| Hatayspor Antioche                | 166–111 | Elitzur Holon                | 76–*59 | *90–52 |
| Polskieprzetwory Bydgoszcz        | 131–109 | Elefthería Moschátou         | 57–*48 | *74–61 |
| Sparta&K région de Moscou-Vidnoïe | 130–135 | AZS UMCS Lublin              | 61–*62 | *69–73 |
| Elazığ İl Özel İdarespor          | 142–134 | PAOK Thessalonique           | 62–*58 | *80–76 |
| NKA Universitas PEAC Pécs         | 152–127 | AS Níki Leucade              | 80–*63 | *72–64 |
| A3 Basket Umeå                    | 141–158 | Ludovika-FCSM Csata Budapest | 62–*77 | *79–81 |

### Conférence 2
| Équipe 1                           | Score   | Équipe 2                      | Aller  | Retour |
| ---------------------------------- | ------- | ----------------------------- | ------ | ------ |
| Clube União Sportiva Ponta Delgada | 157–160 | Haukar Hafnarfjörður          | 76–*81 | *81–79 |
| Duran Maquinaria Ensino            | 130–120 | Magnolia BR Campobasso        | 64–*65 | *66–55 |
| Liège Panthers                     | 169–112 | Ulriken Eagles Bergen         | 98–*57 | *71–55 |
| Flammes Carolo Basket              | 152–116 | Piešťanské Čajky              | 74–*62 | *78–54 |
| Tarbes Gespe Bigorre               | 184–80  | Spurs de Courtrai             | 96–*41 | *88–39 |
| BBC Grünewald H. Niederanven       | 128–146 | Dinamo Banco Sardegna Sassari | 67–*85 | *61–61 |
| CB Islas Canarias Las Palmas       | 113–132 | Lions de Londres              | 46–*76 | *67–56 |

## Phase de poule
- Équipes qualifiées pour les trente-deuxièmes de finale.
- Équipes qualifiées pour les trente-deuxièmes de finale en tant que meilleurs troisièmes.
- Équipes éliminées.
- EL : Équipes reversées après la saison régulière de l’Euroligue.
- ELq : Équipes reversées des qualifications de l’Euroligue.
- Q : Équipes issues du tour de qualification.

### Conférence 1

#### Groupe A
| Rang | Équipe                      | Pts | J | G | P | Pp  | Pc  | Diff |  | Résultats (dom.\ext.)       |       |        |       |       |
| ---- | --------------------------- | --- | - | - | - | --- | --- | ---- |  | --------------------------- | ----- | ------ | ----- | ----- |
| 1    | MKS Polkowice               | 11  | 6 | 5 | 1 | 482 | 418 | 64   |  | MKS Polkowice               |       | 94-80  | 83-72 | 76-60 |
| 2    | BK Ienisseï Krasnoïarsk     | 9   | 6 | 3 | 3 | 446 | 455 | -9   |  | BK Ienisseï Krasnoïarsk     | 70-68 |        | 63-53 | 61-69 |
| 3    | Hatayspor AntiocheQ (+19)   | 8   | 6 | 2 | 4 | 457 | 457 | 0    |  | Hatayspor AntiocheQ (+19)   | 72-94 | 101-76 |       | 87-56 |
| 4    | Panathinaïkós Athènes (–19) | 8   | 6 | 2 | 4 | 405 | 460 | -55  |  | Panathinaïkós Athènes (–19) | 64-67 | 71-96  | 85-73 |       |

#### Groupe B
| Rang | Équipe                    | Pts | J | G | P | Pp  | Pc  | Diff |  | Résultats (dom.\ext.)     |        |       |       |       |
| ---- | ------------------------- | --- | - | - | - | --- | --- | ---- |  | ------------------------- | ------ | ----- | ----- | ----- |
| 1    | BC Prometeï Kamianske     | 11  | 6 | 5 | 1 | 545 | 413 | 132  |  | BC Prometeï Kamianske     |        | 86-64 | 94-68 | 92-52 |
| 2    | ACS Sepsi S. GheorgheELq  | 10  | 6 | 4 | 2 | 416 | 414 | 2    |  | ACS Sepsi S. GheorgheELq  | 80-78  |       | 70-65 | 62-47 |
| 3    | Uni Győr                  | 8   | 6 | 2 | 4 | 433 | 489 | -56  |  | Uni Győr                  | 83-117 | 73-69 |       | 77-65 |
| 4    | Elazığ İl Özel İdaresporQ | 7   | 6 | 1 | 5 | 369 | 447 | -78  |  | Elazığ İl Özel İdaresporQ | 66-78  | 65-71 | 74-67 |       |

#### Groupe C
| Rang | Équipe                      | Pts | J | G | P | Pp  | Pc  | Diff |  | Résultats (dom.\ext.)       |       | LUB   |       | GOR    |
| ---- | --------------------------- | --- | - | - | - | --- | --- | ---- |  | --------------------------- | ----- | ----- | ----- | ------ |
| 1    | ÇBK Mersin Yenisehir Bld    | 12  | 6 | 6 | 0 | 507 | 368 | 139  |  | ÇBK Mersin Yenisehir Bld    |       | 98-75 | 78-48 | 106-62 |
| 2    | AZS UMCS LublinQ            | 9   | 6 | 3 | 3 | 413 | 407 | 6    |  | AZS UMCS LublinQ            | 60-72 |       | 50-62 | 79-59  |
| 3    | Horizont Minsk              | 8   | 6 | 2 | 4 | 360 | 429 | -69  |  | Horizont Minsk              | 55-78 | 61-70 |       | 76-73  |
| 4    | AZS AJP Gorzów Wielkopolski | 7   | 6 | 1 | 5 | 397 | 473 | -76  |  | AZS AJP Gorzów Wielkopolski | 68-75 | 55-79 | 80-58 |        |

#### Groupe D
| Rang | Équipe                          | Pts | J | G | P | Pp  | Pc  | Diff |  | Résultats (dom.\ext.)           | NES   |       |       | KAY   |
| ---- | ------------------------------- | --- | - | - | - | --- | --- | ---- |  | ------------------------------- | ----- | ----- | ----- | ----- |
| 1    | Nesibe Aydın GSK Ankara         | 11  | 6 | 5 | 1 | 496 | 397 | 99   |  | Nesibe Aydın GSK Ankara         |       | 86-60 | 96-62 | 84-57 |
| 2    | Neve David Ramla (+3)           | 9   | 6 | 3 | 3 | 448 | 444 | 4    |  | Neve David Ramla (+3)           | 64-79 |       | 66-56 | 89-71 |
| 3    | NKA Universitas PEAC PécsQ (–3) | 9   | 6 | 3 | 3 | 429 | 456 | -27  |  | NKA Universitas PEAC PécsQ (–3) | 78-66 | 90-83 |       | 80-73 |
| 4    | Bellona KayseriELq              | 7   | 6 | 1 | 5 | 411 | 487 | -76  |  | Bellona KayseriELq              | 76-85 | 62-86 | 71-63 |       |

#### Groupe E
| Rang | Équipe                      | Pts | J | G | P | Pp  | Pc  | Diff |  | Résultats (dom.\ext.)       |       |       |       |        |
| ---- | --------------------------- | --- | - | - | - | --- | --- | ---- |  | --------------------------- | ----- | ----- | ----- | ------ |
| 1    | Nadejda Orenbourg (+15)     | 11  | 6 | 5 | 1 | 494 | 393 | 101  |  | Nadejda Orenbourg (+15)     |       | 88-70 | 83-72 | 77-45  |
| 2    | Olympiakós Le Pirée (–15)   | 11  | 6 | 5 | 1 | 504 | 437 | 67   |  | Olympiakós Le Pirée (–15)   | 84-81 |       | 82-66 | 103-68 |
| 3    | Étoile rouge de Belgrade    | 8   | 6 | 2 | 4 | 447 | 477 | -30  |  | Étoile rouge de Belgrade    | 86-92 | 70-78 |       | 73-69  |
| 4    | Polskieprzetwory BydgoszczQ | 6   | 6 | 0 | 6 | 355 | 493 | -138 |  | Polskieprzetwory BydgoszczQ | 36-73 | 64-87 | 73-80 |        |

#### Groupe F
| Rang | Équipe                        | Pts | J | G | P | Pp  | Pc  | Diff |  | Résultats (dom.\ext.)         | MIS   |       |       | CSA   |
| ---- | ----------------------------- | --- | - | - | - | --- | --- | ---- |  | ----------------------------- | ----- | ----- | ----- | ----- |
| 1    | DVTK Miskolc (+2)             | 10  | 6 | 4 | 2 | 424 | 394 | 30   |  | DVTK Miskolc (+2)             |       | 82-72 | 65-58 | 69-49 |
| 2    | OGM Ormanspor Ankara (–2)     | 10  | 6 | 4 | 2 | 469 | 436 | 33   |  | OGM Ormanspor Ankara (–2)     | 81-73 |       | 84-89 | 70-52 |
| 3    | NIKA Syktyvkar                | 9   | 6 | 3 | 3 | 462 | 422 | 40   |  | NIKA Syktyvkar                | 82-68 | 74-76 |       | 82-47 |
| 4    | Ludovika-FCSM Csata BudapestQ | 7   | 6 | 1 | 5 | 348 | 451 | -103 |  | Ludovika-FCSM Csata BudapestQ | 52-67 | 66-86 | 82-77 |       |

### Conférence 2

#### Groupe G
| Rang | Équipe                         | Pts | J | G | P | Pp  | Pc  | Diff |  | Résultats (dom.\ext.)          |        |        |       |        |
| ---- | ------------------------------ | --- | - | - | - | --- | --- | ---- |  | ------------------------------ | ------ | ------ | ----- | ------ |
| 1    | Tango Bourges BasketELq        | 12  | 6 | 6 | 0 | 595 | 371 | 224  |  | Tango Bourges BasketELq        |        | 102-49 | 91-56 | 118-67 |
| 2    | Elfic Fribourg Basket          | 9   | 6 | 3 | 3 | 438 | 490 | -52  |  | Elfic Fribourg Basket          | 59-82  |        | 82-78 | 100-81 |
| 3    | Clarinos Tenerife              | 8   | 6 | 2 | 4 | 449 | 447 | 2    |  | Clarinos Tenerife              | 79-80  | 66-74  |       | 88-56  |
| 4    | Dinamo Banco Sardegna SassariQ | 7   | 6 | 1 | 5 | 410 | 584 | -174 |  | Dinamo Banco Sardegna SassariQ | 61-122 | 81-74  | 64-82 |        |

#### Groupe H
| Rang | Équipe                        | Pts | J | G | P | Pp  | Pc  | Diff |  | Résultats (dom.\ext.)         | ROC   | FCB   |       |       |
| ---- | ----------------------------- | --- | - | - | - | --- | --- | ---- |  | ----------------------------- | ----- | ----- | ----- | ----- |
| 1    | Roche Vendée BC               | 11  | 6 | 5 | 1 | 446 | 402 | 44   |  | Roche Vendée BC               |       | 75-58 | 68-64 | 63-67 |
| 2    | Flammes Carolo BasketQ        | 9   | 6 | 3 | 3 | 413 | 371 | 42   |  | Flammes Carolo BasketQ        | 69-72 |       | 58-69 | 84-46 |
| 3    | Lointek Gernika Bizkaia (±0)  | 8   | 6 | 2 | 4 | 388 | 408 | -20  |  | Lointek Gernika Bizkaia (±0)  | 78-90 | 56-58 |       | 62-67 |
| 4    | Virtus Segafredo Bologne (±0) | 8   | 6 | 2 | 4 | 366 | 432 | -66  |  | Virtus Segafredo Bologne (±0) | 66-78 | 60-80 | 60-65 |       |

#### Groupe I
| Rang | Équipe                     | Pts | J | G | P | Pp  | Pc  | Diff |  | Résultats (dom.\ext.)      | VAL   | KAN   | ENS   | NAM   |
| ---- | -------------------------- | --- | - | - | - | --- | --- | ---- |  | -------------------------- | ----- | ----- | ----- | ----- |
| 1    | Valence Basket ClubELq     | 12  | 6 | 6 | 0 | 451 | 275 | 176  |  | Valence Basket ClubELq     |       | 67-42 | 60-53 | 95-45 |
| 2    | Kangoeroes Basket Mechelen | 9   | 6 | 3 | 3 | 368 | 369 | -1   |  | Kangoeroes Basket Mechelen | 59-67 |       | 64-57 | 66-70 |
| 3    | Duran Maquinaria EnsinoQ   | 8   | 6 | 2 | 4 | 330 | 369 | -39  |  | Duran Maquinaria EnsinoQ   | 46-66 | 50-69 |       | 67-62 |
| 4    | Basket Namur-Capitale      | 7   | 6 | 1 | 5 | 313 | 449 | -136 |  | Basket Namur-Capitale      | 30-96 | 58-68 | 48-57 |       |

#### Groupe J
| Rang | Équipe                      | Pts | J | G | P | Pp  | Pc  | Diff |  | Résultats (dom.\ext.)       |        |       |       |       |
| ---- | --------------------------- | --- | - | - | - | --- | --- | ---- |  | --------------------------- | ------ | ----- | ----- | ----- |
| 1    | LDLC ASVEL Lyon             | 11  | 6 | 5 | 1 | 489 | 303 | 186  |  | LDLC ASVEL Lyon             |        | 72-51 | 81-50 | 89-31 |
| 2    | Movistar Estudiantes Madrid | 10  | 6 | 4 | 2 | 416 | 354 | 62   |  | Movistar Estudiantes Madrid | 70-67  |       | 51-55 | 93-52 |
| 3    | MBK Ružomberok              | 9   | 6 | 3 | 3 | 370 | 418 | -48  |  | MBK Ružomberok              | 60-77  | 53-85 |       | 72-69 |
| 4    | Liège PanthersQ             | 6   | 6 | 0 | 6 | 303 | 503 | -200 |  | Liège PanthersQ             | 41-103 | 55-66 | 55-80 |       |

#### Groupe K
| Rang | Équipe                 | Pts | J | G | P | Pp  | Pc  | Diff |  | Résultats (dom.\ext.)  |       |       |       |       |
| ---- | ---------------------- | --- | - | - | - | --- | --- | ---- |  | ---------------------- | ----- | ----- | ----- | ----- |
| 1    | Castors Braine         | 11  | 6 | 5 | 1 | 436 | 386 | 50   |  | Castors Braine         |       | 61-59 | 70-67 | 81-65 |
| 2    | BK Žabiny Brno         | 10  | 6 | 4 | 2 | 441 | 408 | 33   |  | BK Žabiny Brno         | 58-75 |       | 68-41 | 90-60 |
| 3    | Lions de LondresQ      | 8   | 6 | 2 | 4 | 393 | 429 | -36  |  | Lions de LondresQ      | 69-63 | 74-82 |       | 61-68 |
| 4    | Rutronik Stars Keltern | 7   | 6 | 1 | 5 | 410 | 457 | -47  |  | Rutronik Stars Keltern | 68-86 | 77-78 | 78-81 |       |

#### Groupe L
| Rang | Équipe                      | Pts | J | G | P | Pp  | Pc  | Diff |  | Résultats (dom.\ext.)       | VIL     | TAR   |       |       |
| ---- | --------------------------- | --- | - | - | - | --- | --- | ---- |  | --------------------------- | ------- | ----- | ----- | ----- |
| 1    | ESB Villeneuve-d’Ascq (+26) | 11  | 6 | 5 | 1 | 474 | 290 | 184  |  | ESB Villeneuve-d’Ascq (+26) |         | 86-51 | 82-42 | 82-33 |
| 2    | Tarbes Gespe BigorreQ (–26) | 11  | 6 | 5 | 1 | 402 | 354 | 48   |  | Tarbes Gespe BigorreQ (–26) | 78-69ap |       | 73-56 | 66-53 |
| 3    | KP Brno                     | 8   | 6 | 2 | 4 | 332 | 395 | -63  |  | KP Brno                     | 45-71   | 49-55 |       | 60-53 |
| 4    | Haukar HafnarfjörðurQ       | 6   | 6 | 0 | 6 | 282 | 451 | -169 |  | Haukar HafnarfjörðurQ       | 41-84   | 41-79 | 61-80 |       |

## Playoffs

### Équipes qualifiées

#### Classement des meilleures troisièmes

##### Conférence 1
| Rang | Grp. | Équipe                     | Pts | J | G | N | P | Bp  | Bc  | Diff | Qualification             |
| ---- | ---- | -------------------------- | --- | - | - | - | - | --- | --- | ---- | ------------------------- |
| 1    | F    | NIKA Syktyvkar             | 9   | 6 | 3 | 0 | 3 | 462 | 422 | +40  | Premier tour des playoffs |
| 2    | D    | NKA Universitas PEAC PécsQ | 9   | 6 | 3 | 0 | 3 | 429 | 456 | −27  | Premier tour des playoffs |
| 3    | A    | Hatayspor AntiocheQ        | 8   | 6 | 2 | 0 | 4 | 457 | 457 | 0    | Premier tour des playoffs |
| 4    | E    | Étoile rouge de Belgrade   | 8   | 6 | 2 | 0 | 4 | 447 | 477 | −30  | Premier tour des playoffs |
| 5    | B    | Uni Győr                   | 8   | 6 | 2 | 0 | 4 | 433 | 489 | −56  |                           |
| 6    | C    | Horizont Minsk             | 8   | 6 | 2 | 0 | 4 | 360 | 429 | −69  |                           |

##### Conférence 2
| Rang | Grp. | Équipe                   | Pts | J | G | N | P | Bp  | Bc  | Diff | Qualification             |
| ---- | ---- | ------------------------ | --- | - | - | - | - | --- | --- | ---- | ------------------------- |
| 1    | J    | MBK Ružomberok           | 9   | 6 | 3 | 0 | 3 | 370 | 418 | −48  | Premier tour des playoffs |
| 2    | G    | Clarinos Tenerife        | 8   | 6 | 2 | 0 | 4 | 449 | 447 | +2   | Premier tour des playoffs |
| 3    | H    | Lointek Gernika Bizkaia  | 8   | 6 | 2 | 0 | 4 | 388 | 408 | −20  | Premier tour des playoffs |
| 4    | K    | Lions de LondresQ        | 8   | 6 | 2 | 0 | 4 | 393 | 429 | −36  | Premier tour des playoffs |
| 5    | I    | Duran Maquinaria EnsinoQ | 8   | 6 | 2 | 0 | 4 | 330 | 369 | −39  |                           |
| 6    | L    | KP Brno                  | 8   | 6 | 2 | 0 | 4 | 332 | 395 | −63  |                           |

#### Répartition des têtes de série par le classement général
| Pos. | Grp. | Équipe                      | Pts | J | G | N | P | Bp  | Bc  | Diff |
| ---- | ---- | --------------------------- | --- | - | - | - | - | --- | --- | ---- |
| 1    | G1   | Tango Bourges BasketELq     | 12  | 6 | 6 | 0 | 0 | 595 | 304 | +291 |
| 2    | I1   | Valence Basket ClubELq      | 12  | 6 | 6 | 0 | 0 | 451 | 275 | +176 |
| 3    | C1   | ÇBK Mersin Yenisehir Bld    | 12  | 6 | 6 | 0 | 0 | 508 | 368 | +140 |
| 4    | J1   | LDLC ASVEL Lyon             | 11  | 6 | 5 | 0 | 1 | 489 | 303 | +186 |
| 5    | L1   | ESB Villeneuve-d’Ascq       | 11  | 6 | 5 | 0 | 1 | 474 | 290 | +184 |
| 6    | B1   | BC Prometeï Kamianske       | 11  | 6 | 5 | 0 | 1 | 545 | 413 | +132 |
| 7    | E1   | Nadejda Orenbourg           | 11  | 6 | 5 | 0 | 1 | 494 | 393 | +101 |
| 8    | D1   | Nesibe Aydın GSK Ankara     | 11  | 6 | 5 | 0 | 1 | 496 | 397 | +99  |
| 9    | E2   | Olympiakós Le Pirée         | 11  | 6 | 5 | 0 | 1 | 504 | 437 | +67  |
| 10   | A1   | MKS Polkowice               | 11  | 6 | 5 | 0 | 1 | 482 | 418 | +64  |
| 11   | K1   | Castors Braine              | 11  | 6 | 5 | 0 | 1 | 436 | 386 | +50  |
| 12   | L2   | Tarbes Gespe BigorreQ       | 11  | 6 | 5 | 0 | 1 | 402 | 354 | +48  |
| 13   | H1   | Roche Vendée BC             | 11  | 6 | 5 | 0 | 1 | 446 | 402 | +44  |
| 14   | J2   | Movistar Estudiantes Madrid | 10  | 6 | 4 | 0 | 2 | 416 | 354 | +62  |
| 15   | F2   | OGM Ormanspor Ankara        | 10  | 6 | 4 | 0 | 2 | 469 | 436 | +33  |
| 16   | K2   | BK Žabiny Brno              | 10  | 6 | 4 | 0 | 2 | 441 | 408 | +33  |
| 17   | F1   | DVTK Miskolc                | 10  | 6 | 4 | 0 | 2 | 424 | 394 | +30  |
| 18   | B2   | ACS Sepsi S. GheorgheELq    | 10  | 6 | 4 | 0 | 2 | 416 | 414 | +2   |
| 19   | H2   | Flammes Carolo BasketQ      | 9   | 6 | 3 | 0 | 3 | 413 | 371 | +42  |
| 20   | F3   | NIKA Syktyvkar              | 9   | 6 | 3 | 0 | 3 | 462 | 422 | +40  |
| 21   | C2   | AZS UMCS LublinQ            | 9   | 6 | 3 | 0 | 3 | 413 | 408 | +5   |
| 22   | D2   | Neve David Ramla            | 9   | 6 | 3 | 0 | 3 | 448 | 444 | +4   |
| 23   | I2   | Kangoeroes Basket Mechelen  | 9   | 6 | 3 | 0 | 3 | 368 | 369 | −1   |
| 24   | A2   | BK Ienisseï Krasnoïarsk     | 9   | 6 | 3 | 0 | 3 | 446 | 455 | −9   |
| 25   | D3   | NKA Universitas PEAC PécsQ  | 9   | 6 | 3 | 0 | 3 | 429 | 456 | −27  |
| 26   | J3   | MBK Ružomberok              | 9   | 6 | 3 | 0 | 3 | 370 | 418 | −48  |
| 27   | G2   | Elfic Fribourg Basket       | 9   | 6 | 3 | 0 | 3 | 438 | 490 | −52  |
| 28   | G3   | Clarinos Tenerife           | 8   | 6 | 2 | 0 | 4 | 449 | 447 | +2   |
| 29   | A3   | Hatayspor AntiocheQ         | 8   | 6 | 2 | 0 | 4 | 457 | 457 | 0    |
| 30   | H3   | Lointek Gernika Bizkaia     | 8   | 6 | 2 | 0 | 4 | 388 | 408 | −20  |
| 31   | E3   | Étoile rouge de Belgrade    | 8   | 6 | 2 | 0 | 4 | 447 | 477 | −30  |
| 32   | K3   | Lions de LondresQ           | 8   | 6 | 2 | 0 | 4 | 393 | 429 | −36  |

### Tableaux des playoffs

#### Tableau jusqu’aux huitièmes de finale
Le signe * précède le score de l'équipe évoluant à domicile.
|  | Premier tour | Premier tour               | Premier tour            | Premier tour | Premier tour |     |                         | Seizièmes de finale     | Seizièmes de finale | Seizièmes de finale | Seizièmes de finale | Seizièmes de finale |  |  | Huitièmes de finale | Huitièmes de finale     | Huitièmes de finale | Huitièmes de finale | Huitièmes de finale |
|  |              |                            |                         |              |              |     |                         |                         |                     |                     |                     |                     |  |  |                     |                         |                     |                     |                     |
|  | 1            | Tango Bourges BasketELq    | 64                      | *96          | 160          |     |                         |                         |                     |                     |                     |                     |  |  |                     |                         |                     |                     |                     |
|  | 32           | Lions de LondresQ          | *65                     | 65           | 130          |     |                         |                         |                     |                     |                     |                     |  |  |                     |                         |                     |                     |                     |
|  | 32           | Lions de LondresQ          | *65                     | 65           | 130          |     | 1                       | Tango Bourges BasketELq | 79                  | *94                 | 173                 |                     |  |  |                     |                         |                     |                     |                     |
|  |              |                            |                         |              |              |     | 1                       | Tango Bourges BasketELq | 79                  | *94                 | 173                 |                     |  |  |                     |                         |                     |                     |                     |
|  |              | 16                         | BK Žabiny Brno          | *49          | 55           | 104 |                         |                         |                     |                     |                     |                     |  |  |                     |                         |                     |                     |                     |
|  | 16           | 16                         | BK Žabiny Brno          | *49          | 55           | 104 | BK Žabiny Brno          | 61                      | *76                 | 137                 |                     |                     |  |  |                     |                         |                     |                     |                     |
|  | 16           |                            |                         |              |              |     | BK Žabiny Brno          | 61                      | *76                 | 137                 |                     |                     |  |  |                     |                         |                     |                     |                     |
|  | 17           | DVTK Miskolc               | *57                     | 69           | 126          |     |                         |                         |                     |                     |                     |                     |  |  |                     |                         |                     |                     |                     |
|  |              |                            |                         |              |              |     |                         |                         |                     |                     |                     |                     |  |  | 1                   | Tango Bourges BasketELq | 73                  | *76                 | 149                 |
|  |              | 9                          | Olympiakós Le Pirée     | *60          | 59           | 119 |                         |                         |                     |                     |                     |                     |  |  |                     |                         |                     |                     |                     |
|  | 9            | Olympiakós Le Pirée        | 85                      | *84          | 169          |     |                         |                         |                     |                     |                     |                     |  |  |                     |                         |                     |                     |                     |
|  | 24           | BK Ienisseï Krasnoïarsk    | *70                     | 69           | 139          |     |                         |                         |                     |                     |                     |                     |  |  |                     |                         |                     |                     |                     |
|  | 24           | BK Ienisseï Krasnoïarsk    | *70                     | 69           | 139          |     | 9                       | Olympiakós Le Pirée     | *79                 | 87                  | 166                 |                     |  |  |                     |                         |                     |                     |                     |
|  |              |                            |                         |              |              |     | 9                       | Olympiakós Le Pirée     | *79                 | 87                  | 166                 |                     |  |  |                     |                         |                     |                     |                     |
|  |              | 8                          | Nesibe Aydın GSK Ankara | 83           | *68          | 151 |                         |                         |                     |                     |                     |                     |  |  |                     |                         |                     |                     |                     |
|  | 8            | 8                          | Nesibe Aydın GSK Ankara | 83           | *68          | 151 | Nesibe Aydın GSK Ankara | 71                      | *74ap               | 145                 |                     |                     |  |  |                     |                         |                     |                     |                     |
|  | 8            |                            |                         |              |              |     | Nesibe Aydın GSK Ankara | 71                      | *74ap               | 145                 |                     |                     |  |  |                     |                         |                     |                     |                     |
|  | 25           | NKA Universitas PEAC PécsQ | *68                     | 71           | 139          |     |                         |                         |                     |                     |                     |                     |  |  |                     |                         |                     |                     |                     |

|  | Premier tour | Premier tour               | Premier tour         | Premier tour | Premier tour |     |                      | Seizièmes de finale | Seizièmes de finale | Seizièmes de finale | Seizièmes de finale | Seizièmes de finale |  |  | Huitièmes de finale | Huitièmes de finale | Huitièmes de finale | Huitièmes de finale | Huitièmes de finale |
|  |              |                            |                      |              |              |     |                      |                     |                     |                     |                     |                     |  |  |                     |                     |                     |                     |                     |
|  | 2            | Valence BCELq              | 80                   | *96          | 176          |     |                      |                     |                     |                     |                     |                     |  |  |                     |                     |                     |                     |                     |
|  | 31           | Étoile rouge de Belgrade   | *63                  | 51           | 114          |     |                      |                     |                     |                     |                     |                     |  |  |                     |                     |                     |                     |                     |
|  | 31           | Étoile rouge de Belgrade   | *63                  | 51           | 114          |     | 2                    | Valence BCELq       | 66                  | *86                 | 152                 |                     |  |  |                     |                     |                     |                     |                     |
|  |              |                            |                      |              |              |     | 2                    | Valence BCELq       | 66                  | *86                 | 152                 |                     |  |  |                     |                     |                     |                     |                     |
|  |              | 15                         | OGM Ormanspor Ankara | *68          | 73           | 141 |                      |                     |                     |                     |                     |                     |  |  |                     |                     |                     |                     |                     |
|  | 15           | 15                         | OGM Ormanspor Ankara | *68          | 73           | 141 | OGM Ormanspor Ankara | 80                  | *72                 | 152                 |                     |                     |  |  |                     |                     |                     |                     |                     |
|  | 15           |                            |                      |              |              |     | OGM Ormanspor Ankara | 80                  | *72                 | 152                 |                     |                     |  |  |                     |                     |                     |                     |                     |
|  | 18           | ACS Sepsi S. GheorgheELq   | *52                  | 69           | 121          |     |                      |                     |                     |                     |                     |                     |  |  |                     |                     |                     |                     |                     |
|  |              |                            |                      |              |              |     |                      |                     |                     |                     |                     |                     |  |  | 2                   | Valence BCELq       | 85                  | *63                 | 148                 |
|  |              | 10                         | MKS Polkowice        | *77          | 66           | 143 |                      |                     |                     |                     |                     |                     |  |  |                     |                     |                     |                     |                     |
|  | 10           | MKS Polkowice              | 70                   | *73ap        | 143          |     |                      |                     |                     |                     |                     |                     |  |  |                     |                     |                     |                     |                     |
|  | 23           | Kangoeroes Basket Mechelen | *83                  | 53           | 136          |     |                      |                     |                     |                     |                     |                     |  |  |                     |                     |                     |                     |                     |
|  | 23           | Kangoeroes Basket Mechelen | *83                  | 53           | 136          |     | 10                   | MKS Polkowice       | *75                 | 87                  | 162                 |                     |  |  |                     |                     |                     |                     |                     |
|  |              |                            |                      |              |              |     | 10                   | MKS Polkowice       | *75                 | 87                  | 162                 |                     |  |  |                     |                     |                     |                     |                     |
|  |              | 7                          | Nadejda Orenbourg    | 72           | *68          | 140 |                      |                     |                     |                     |                     |                     |  |  |                     |                     |                     |                     |                     |
|  | 7            | 7                          | Nadejda Orenbourg    | 72           | *68          | 140 | Nadejda Orenbourg    | 86                  | *80                 | 166                 |                     |                     |  |  |                     |                     |                     |                     |                     |
|  | 7            |                            |                      |              |              |     | Nadejda Orenbourg    | 86                  | *80                 | 166                 |                     |                     |  |  |                     |                     |                     |                     |                     |
|  | 26           | MBK Ružomberok             | *86                  | 51           | 137          |     |                      |                     |                     |                     |                     |                     |  |  |                     |                     |                     |                     |                     |

|  | Premier tour | Premier tour            | Premier tour           | Premier tour | Premier tour |     |                             | Seizièmes de finale | Seizièmes de finale | Seizièmes de finale | Seizièmes de finale | Seizièmes de finale |  |  | Huitièmes de finale | Huitièmes de finale | Huitièmes de finale | Huitièmes de finale | Huitièmes de finale |
|  |              |                         |                        |              |              |     |                             |                     |                     |                     |                     |                     |  |  |                     |                     |                     |                     |                     |
|  | 3            | ÇBK Mersin              | 59                     | *69          | 128          |     |                             |                     |                     |                     |                     |                     |  |  |                     |                     |                     |                     |                     |
|  | 30           | Lointek Gernika Bizkaia | *83                    | 40           | 123          |     |                             |                     |                     |                     |                     |                     |  |  |                     |                     |                     |                     |                     |
|  | 30           | Lointek Gernika Bizkaia | *83                    | 40           | 123          |     | 3                           | ÇBK Mersin          | *95                 | *79                 | 174                 |                     |  |  |                     |                     |                     |                     |                     |
|  |              |                         |                        |              |              |     | 3                           | ÇBK Mersin          | *95                 | *79                 | 174                 |                     |  |  |                     |                     |                     |                     |                     |
|  |              | 19                      | Flammes Carolo BasketQ | 64           | 48           | 112 |                             |                     |                     |                     |                     |                     |  |  |                     |                     |                     |                     |                     |
|  | 14           | 19                      | Flammes Carolo BasketQ | 64           | 48           | 112 | Movistar Estudiantes Madrid | 78                  | *54                 | 132                 |                     |                     |  |  |                     |                     |                     |                     |                     |
|  | 14           |                         |                        |              |              |     | Movistar Estudiantes Madrid | 78                  | *54                 | 132                 |                     |                     |  |  |                     |                     |                     |                     |                     |
|  | 19           | Flammes Carolo BasketQ  | *75                    | 60           | 135          |     |                             |                     |                     |                     |                     |                     |  |  |                     |                     |                     |                     |                     |
|  |              |                         |                        |              |              |     |                             |                     |                     |                     |                     |                     |  |  | 3                   | ÇBK Mersin          | 86                  | 95                  | 181                 |
|  |              | 6                       | BC Prometeï Kamianske  | *67          | 66           | 133 |                             |                     |                     |                     |                     |                     |  |  |                     |                     |                     |                     |                     |
|  | 11           | Castors Braine          | 86                     | *86          | 172          |     |                             |                     |                     |                     |                     |                     |  |  |                     |                     |                     |                     |                     |
|  | 22           | Neve David Ramla        | *75                    | 79           | 154          |     |                             |                     |                     |                     |                     |                     |  |  |                     |                     |                     |                     |                     |
|  | 22           | Neve David Ramla        | *75                    | 79           | 154          |     | 11                          | Castors Braine      | *92                 | 56                  | 148                 |                     |  |  |                     |                     |                     |                     |                     |
|  |              |                         |                        |              |              |     | 11                          | Castors Braine      | *92                 | 56                  | 148                 |                     |  |  |                     |                     |                     |                     |                     |
|  |              | 6                       | BC Prometeï Kamianske  | 93           | *79          | 172 |                             |                     |                     |                     |                     |                     |  |  |                     |                     |                     |                     |                     |
|  | 6            | 6                       | BC Prometeï Kamianske  | 93           | *79          | 172 | BC Prometeï Kamianske       | 96                  | *85                 | 181                 |                     |                     |  |  |                     |                     |                     |                     |                     |
|  | 6            |                         |                        |              |              |     | BC Prometeï Kamianske       | 96                  | *85                 | 181                 |                     |                     |  |  |                     |                     |                     |                     |                     |
|  | 27           | Elfic Fribourg Basket   | *82                    | 54           | 136          |     |                             |                     |                     |                     |                     |                     |  |  |                     |                     |                     |                     |                     |

1. 1 2  Après plusieurs reports dus à des cas de Covid-19 au sein des effectifs, les deux matchs de la série entre Mersin et les Flammes Carolos ont été disputés en Turquie, à Mersin, sur deux jours consécutifs[2].
2. ↑  La rencontre entre BC Prometeï Kamianske et ÇBK Mersin s’est déroulée à Plovdiv en Bulgarie et non à Kamianske en Ukraine en raison de l’invasion de l'Ukraine par la Russie en 2022.

|  | Premier tour | Premier tour          | Premier tour          | Premier tour | Premier tour |     |                       | Seizièmes de finale | Seizièmes de finale | Seizièmes de finale | Seizièmes de finale | Seizièmes de finale |  |  | Huitièmes de finale | Huitièmes de finale | Huitièmes de finale | Huitièmes de finale | Huitièmes de finale |
|  |              |                       |                       |              |              |     |                       |                     |                     |                     |                     |                     |  |  |                     |                     |                     |                     |                     |
|  | 4            | LDLC ASVEL Lyon       | 110                   | *99          | 209          |     |                       |                     |                     |                     |                     |                     |  |  |                     |                     |                     |                     |                     |
|  | 29           | Hatayspor AntiocheQ   | *63                   | 46           | 109          |     |                       |                     |                     |                     |                     |                     |  |  |                     |                     |                     |                     |                     |
|  | 29           | Hatayspor AntiocheQ   | *63                   | 46           | 109          |     | 4                     | LDLC ASVEL Lyon     | 76                  | *20                 | 96                  |                     |  |  |                     |                     |                     |                     |                     |
|  |              |                       |                       |              |              |     | 4                     | LDLC ASVEL Lyon     | 76                  | *20                 | 96                  |                     |  |  |                     |                     |                     |                     |                     |
|  |              | 20                    | NIKA Syktyvkar        | *63          | 0            | 63  |                       |                     |                     |                     |                     |                     |  |  |                     |                     |                     |                     |                     |
|  | 13           | 20                    | NIKA Syktyvkar        | *63          | 0            | 63  | Roche Vendée BC       | 74                  | *98                 | 172                 |                     |                     |  |  |                     |                     |                     |                     |                     |
|  | 13           |                       |                       |              |              |     | Roche Vendée BC       | 74                  | *98                 | 172                 |                     |                     |  |  |                     |                     |                     |                     |                     |
|  | 20           | NIKA Syktyvkar        | *103                  | 108          | 211          |     |                       |                     |                     |                     |                     |                     |  |  |                     |                     |                     |                     |                     |
|  |              |                       |                       |              |              |     |                       |                     |                     |                     |                     |                     |  |  | 4                   | LDLC ASVEL Lyon     | 66                  | *78                 | 144                 |
|  |              | 21                    | AZS UMCS LublinQ      | *66          | 54           | 120 |                       |                     |                     |                     |                     |                     |  |  |                     |                     |                     |                     |                     |
|  | 12           | Tarbes Gespe BigorreQ | 55                    | *55          | 110          |     |                       |                     |                     |                     |                     |                     |  |  |                     |                     |                     |                     |                     |
|  | 21           | AZS UMCS LublinQ      | *72                   | 63           | 135          |     |                       |                     |                     |                     |                     |                     |  |  |                     |                     |                     |                     |                     |
|  | 21           | AZS UMCS LublinQ      | *72                   | 63           | 135          |     | 21                    | AZS UMCS LublinQ    | 73                  | 85                  | 158                 |                     |  |  |                     |                     |                     |                     |                     |
|  |              |                       |                       |              |              |     | 21                    | AZS UMCS LublinQ    | 73                  | 85                  | 158                 |                     |  |  |                     |                     |                     |                     |                     |
|  |              | 5                     | ESB Villeneuve-d’Ascq | *83          | *59          | 142 |                       |                     |                     |                     |                     |                     |  |  |                     |                     |                     |                     |                     |
|  | 5            | 5                     | ESB Villeneuve-d’Ascq | *83          | *59          | 142 | ESB Villeneuve-d’Ascq | 93                  | *75                 | 168                 |                     |                     |  |  |                     |                     |                     |                     |                     |
|  | 5            |                       |                       |              |              |     | ESB Villeneuve-d’Ascq | 93                  | *75                 | 168                 |                     |                     |  |  |                     |                     |                     |                     |                     |
|  | 28           | Clarinos Tenerife     | *56                   | 49           | 105          |     |                       |                     |                     |                     |                     |                     |  |  |                     |                     |                     |                     |                     |

1. 1 2  Après plusieurs reports dus à des cas de Covid-19 au sein des effectifs, les deux matchs de la série entre Lublin et Villeneuve-d’Ascq ont été disputés en France, à Villeneuve-d'Ascq, sur deux jours consécutifs[3].

#### Tableau à partir des quarts de finale
Les quarts de finale marquent l’entrée en lice des équipes reversées de la saison régulière de l’Euroligue. Ils sont définis par tirage au sort intégral. En raison des retards dans le calendrier causés par la pandémie de Covid-19 en Europe, le format de la compétition est modifié pour intégrer un final four au lieu des demi-finales et finale en matchs aller-retour comme initialement prévu.
À la suite de l’exclusion de l’UMMC Iekaterinbourg et du Dynamo Koursk de l’Euroligue, Gérone et Riga, qui devaient être reversées en quarts de finale de l’Eurocoupe, sont repêchées en Euroligue et remplacées en quarts de finale de l’Eurocooupe par Szekszárd et le Galatasaray İstanbul.
L'organisation du final four est octroyée à Bourges.
|  | Quarts de finale | Quarts de finale     | Quarts de finale     | Quarts de finale | Quarts de finale     |    |                        | Demi-finales           | Demi-finales           | Demi-finales           |                        |     | Finale | Finale               | Finale |
|  |                  |                      |                      |                  |                      |    |                        |                        |                        |                        |                        |     |        |                      |        |
|  | ELq              | Tango Bourges Basket | 63                   | 74               | 137                  |    |                        |                        |                        |                        |                        |     |        |                      |        |
|  | EL               | Basket Landes        | 65                   | 55               | 120                  |    |                        |                        |                        |                        |                        |     |        |                      |        |
|  | EL               | Basket Landes        | 65                   | 55               | 120                  |    | ELq                    | Tango Bourges Basket   | 69                     |                        |                        |     |        |                      |        |
|  |                  |                      |                      |                  |                      |    | ELq                    | Tango Bourges Basket   | 69                     |                        |                        |     |        |                      |        |
|  |                  | EL                   | Galatasaray İstanbul | 67               |                      |    |                        |                        |                        |                        |                        |     |        |                      |        |
|  | EL               | EL                   | Galatasaray İstanbul | 67               | Galatasaray İstanbul | 88 | 76                     | 164                    |                        |                        |                        |     |        |                      |        |
|  | EL               |                      |                      |                  | Galatasaray İstanbul | 88 | 76                     | 164                    |                        |                        |                        |     |        |                      |        |
|  | EL               | KSC Szekszárd        | 60                   | 69               | 129                  |    |                        |                        |                        |                        |                        |     |        |                      |        |
|  |                  |                      |                      |                  |                      |    |                        |                        |                        |                        |                        |     | ELq    | Tango Bourges Basket | 74     |
|  |                  | EL                   | Reyer Venise-Mestre  | 38               |                      |    |                        |                        |                        |                        |                        |     |        |                      |        |
|  | ELq              | Valence BC           | 61                   | 67               | 128                  |    |                        |                        |                        |                        |                        |     |        |                      |        |
|  | EL               | Reyer Venise-Mestre  | 57                   | 75               | 132                  |    |                        |                        |                        |                        |                        |     |        |                      |        |
|  | EL               | Reyer Venise-Mestre  | 57                   | 75               | 132                  |    | EL                     | Reyer Venise-Mestre    | 85                     |                        |                        |     |        |                      |        |
|  |                  |                      |                      |                  |                      |    | EL                     | Reyer Venise-Mestre    | 85                     |                        |                        |     |        |                      |        |
|  |                  |                      | ÇBK Mersin           | 80               |                      |    | Match pour la 3e place | Match pour la 3e place | Match pour la 3e place | Match pour la 3e place | Match pour la 3e place |     |        |                      |        |
|  |                  | ÇBK Mersin           | ÇBK Mersin           | 80               | 77                   | 82 | Match pour la 3e place | Match pour la 3e place | Match pour la 3e place | Match pour la 3e place | Match pour la 3e place | 159 |        |                      |        |
|  |                  | ÇBK Mersin           |                      |                  | 77                   | 82 |                        |                        |                        |                        |                        | 159 |        |                      |        |
|  |                  | LDLC ASVEL Lyon      | 64                   | 68               | 132                  |    |                        |                        |                        |                        |                        |     | EL     | Galatasaray İstanbul | 75     |
|  |                  |                      |                      |                  |                      |    |                        |                        |                        |                        |                        |     |        | ÇBK Mersin           | 67     |

En quart de finale, la première équipe nommée se déplace à l'aller et reçoit au match retour.

### Demi-finales
| 5 avril 2022 17 h (UTC+2) | Rapport | Reyer Venise-Mestre                                 | 85-80                               | ÇBK Mersin                                    |  | Palais des sports du Prado Bourges Affluence : 2 000 Arbitres : Martin Horozov Yasmina Alcaraz Moreno Anastásios Kárdaris |
| 5 avril 2022 17 h (UTC+2) | Rapport | Score par quart-temps : 9–24, 33–20, 14–14, 29–22   |                                     |                                               |  | Palais des sports du Prado Bourges Affluence : 2 000 Arbitres : Martin Horozov Yasmina Alcaraz Moreno Anastásios Kárdaris |
| 5 avril 2022 17 h (UTC+2) | Rapport | Score par mi-temps : 42–44, 43–36                   |                                     |                                               |  | Palais des sports du Prado Bourges Affluence : 2 000 Arbitres : Martin Horozov Yasmina Alcaraz Moreno Anastásios Kárdaris |
| 5 avril 2022 17 h (UTC+2) | Rapport | Anderson, 25 Ndour-Fall, 7 Anderson, 9 Anderson, 25 | Points Rebonds Passes d. Évaluation | Fagbenle, 23 Bonner, 12 Barič, 5 Fagbenle, 24 |  | Palais des sports du Prado Bourges Affluence : 2 000 Arbitres : Martin Horozov Yasmina Alcaraz Moreno Anastásios Kárdaris |

| 5 avril 2022 20 h (UTC+2) | Rapport | Tango Bourges Basket                               | 69-67                               | Galatasaray İstanbul                                 |  | Palais des sports du Prado Bourges Affluence : 3 900 Arbitres : Martin Vulić Jelena Smiljanić Milosav Kaluđerović |
| 5 avril 2022 20 h (UTC+2) | Rapport | Score par quart-temps : 17–18, 15–20, 17–18, 20–11 |                                     |                                                      |  | Palais des sports du Prado Bourges Affluence : 3 900 Arbitres : Martin Vulić Jelena Smiljanić Milosav Kaluđerović |
| 5 avril 2022 20 h (UTC+2) | Rapport | Score par mi-temps : 32–38, 37–29                  |                                     |                                                      |  | Palais des sports du Prado Bourges Affluence : 3 900 Arbitres : Martin Vulić Jelena Smiljanić Milosav Kaluđerović |
| 5 avril 2022 20 h (UTC+2) | Rapport | Duchet, 19 Rupert, 8 Michel, Mann, 3 Rupert, 17    | Points Rebonds Passes d. Évaluation | Plum, 21 Krajišnik, 12 Evans, 6 Krajišnik, Evans, 12 |  | Palais des sports du Prado Bourges Affluence : 3 900 Arbitres : Martin Vulić Jelena Smiljanić Milosav Kaluđerović |

### Match pour la3eplace
| 7 avril 2022 17 h (UTC+2) | Rapport | Galatasaray İstanbul                              | 75-67                               | ÇBK Mersin                                     |  | Palais des sports du Prado Bourges Affluence : 2 000 Arbitres : Martin Vulić Milosav Kaluđerović Ariadna Chueca Moreno |
| 7 avril 2022 17 h (UTC+2) | Rapport | Score par quart-temps : 13–13, 29–21, 17–8, 16–25 |                                     |                                                |  | Palais des sports du Prado Bourges Affluence : 2 000 Arbitres : Martin Vulić Milosav Kaluđerović Ariadna Chueca Moreno |
| 7 avril 2022 17 h (UTC+2) | Rapport | Score par mi-temps : 42–34, 33–33                 |                                     |                                                |  | Palais des sports du Prado Bourges Affluence : 2 000 Arbitres : Martin Vulić Milosav Kaluđerović Ariadna Chueca Moreno |
| 7 avril 2022 17 h (UTC+2) | Rapport | Gülcan, Plum, 16 Krajišnik, 12 Plum, 7 Plum, 20   | Points Rebonds Passes d. Évaluation | Bonner, 22 Bonner, 13 5 joueuses, 2 Bonner, 24 |  | Palais des sports du Prado Bourges Affluence : 2 000 Arbitres : Martin Vulić Milosav Kaluđerović Ariadna Chueca Moreno |

### Finale
| 7 avril 2022 20 h (UTC+2) | Rapport | Tango Bourges Basket                                                | 74-38                               | Reyer Venise-Mestre                                             |  | Palais des sports du Prado Bourges Affluence : 4 300 Arbitres : Martin Horozov Yasmina Alcaraz Moreno Alexandra Stan |
| 7 avril 2022 20 h (UTC+2) | Rapport | Score par quart-temps : 17–12, 21–17, 13–5, 23–4                    |                                     |                                                                 |  | Palais des sports du Prado Bourges Affluence : 4 300 Arbitres : Martin Horozov Yasmina Alcaraz Moreno Alexandra Stan |
| 7 avril 2022 20 h (UTC+2) | Rapport | Score par mi-temps : 38–29, 36–9                                    |                                     |                                                                 |  | Palais des sports du Prado Bourges Affluence : 4 300 Arbitres : Martin Horozov Yasmina Alcaraz Moreno Alexandra Stan |
| 7 avril 2022 20 h (UTC+2) | Rapport | Rupert, 25 Rupert, Michel, 8 Michel, 7 Rupert, 30 +/– : Rupert, +35 | Points Rebonds Passes d. Évaluation | Anderson, 12 Bestagno, 9 Madera, 2 Bestagno, 11 +/– : Penna, –5 |  | Palais des sports du Prado Bourges Affluence : 4 300 Arbitres : Martin Horozov Yasmina Alcaraz Moreno Alexandra Stan |
| 7 avril 2022 20 h (UTC+2) | Rapport | Tango Bourges Basket vainqueur de l’édition 2022 de l’Eurocoupe.    |                                     |                                                                 |  | Palais des sports du Prado Bourges Affluence : 4 300 Arbitres : Martin Horozov Yasmina Alcaraz Moreno Alexandra Stan |

### Vainqueur
| Vainqueur de l’édition 2022 de l’Eurocoupe Tango Bourges Basket 2e victoire |

## Récompenses

### Meilleure équipe par journée du championnat
| Journée | PG                                                     | SG                                                      | SF                                                      | PF                                                        | C                                                 |
| ------- | ------------------------------------------------------ | ------------------------------------------------------- | ------------------------------------------------------- | --------------------------------------------------------- | ------------------------------------------------- |
| 1       | Aaryn Ellenberg (1/1) Hatayspor Antioche (1/2)         | Marielle Giroud (1/2) Elfic Fribourg Basket (1/2)       | Cheridene Green (1/1) DVTK Miskolc (1/1)                | Markeisha Gatling (1/1) Nadejda Orenbourg (1/1)           | Kalani Brown (1/1) Hatayspor Antioche (2/2)       |
| 2       | Olga Dubrovina (1/1) BC Prometeï Kamianske (1/2)       | Kaela Davis (1/1) Clarinos Tenerife (1/1)               | Evelyn Akhator (1/2) Flammes Carolo Basket (1/2)        | Stephanie Mavunga (1/2) MKS Polkowice (1/4)               | Alaina Coates (1/3) Nesibe Aydın GSK Ankara (1/4) |
| 3       | Elin Eldebrink (1/1) Tango Bourges Basket (1/2)        | Aleksandra Katanić (1/1) Étoile rouge de Belgrade (1/1) | Emma Cannon (1/3) Neve David Ramla (1/3)                | Stephanie Mavunga (2/2) MKS Polkowice (2/4)               | Anastasiya Verameyenka (1/1) Horizont Minsk (1/1) |
| 4       | Maggie Lucas (1/1) Dinamo Banco Sardegna Sassari (1/2) | Marielle Giroud (2/2) Elfic Fribourg Basket (2/2)       | Myisha Hines-Allen (1/1) Virtus Segafredo Bologne (1/2) | Jessica Shepard (1/1) Dinamo Banco Sardegna Sassari (2/2) | Ana Tadić (1/1) Tarbes Gespe Bigorre (1/2)        |
| 5       | Feyonda Fitzgerald (1/1) MKS Polkowice (3/4)           | Julie Wojta (1/1) Tarbes Gespe Bigorre (2/2)            | Joyner Holmes (1/1) BC Prometeï Kamianske (2/2)         | Evelyn Akhator (2/2) Flammes Carolo Basket (2/2)          | Teaira McCowan (1/3) OGM Ormanspor Ankara (1/3)   |
| 6       | Tiffany Hayes (1/3) ÇBK Mersin Yenisehir Bld (1/5)     | Chastity Reed (1/1) Panathinaïkós Athènes (1/1)         | Ivana Dojkić (1/1) Virtus Segafredo Bologne (2/2)       | Teaira McCowan (2/3) OGM Ormanspor Ankara (2/3)           | Emma Cannon (2/3) Neve David Ramla (2/3)          |

| Journée                | PG                                                                                                 | SG                                                                                                 | SF                                                                                                 | PF                                                                                                 | C                                                                                                  |
| ---------------------- | -------------------------------------------------------------------------------------------------- | -------------------------------------------------------------------------------------------------- | -------------------------------------------------------------------------------------------------- | -------------------------------------------------------------------------------------------------- | -------------------------------------------------------------------------------------------------- |
| 1er tour Match aller   | Adrienne Motley (1/1) MBK Ružomberok (1/1)                                                         | Maxuella Lisowa-Mbaka (1/1) Castors Braine (1/1)                                                   | Natasha Mack (1/1) AZS UMCS Lublin (1/1)                                                           | Teaira McCowan (3/3) OGM Ormanspor Ankara (3/3)                                                    | Ziomara Morrison (1/1) Kangoeroes Basket Mechelen (1/1)                                            |
| 1er tour Match retour  | Johanne Gomis-Halilovic (1/1) ESB Villeneuve-d’Ascq (1/1)                                          | Ornella Bankolé (1/1) Roche Vendée BC (1/1)                                                        | N'dea Jones (1/1) BK Ienisseï Krasnoïarsk (1/1)                                                    | Alaina Coates (2/3) Nesibe Aydın GSK Ankara (2/4)                                                  | Emma Cannon (3/3) Neve David Ramla (3/3)                                                           |
| 16e de f. Match aller  | Erica Wheeler (1/1) MKS Polkowice (4/4)                                                            | Kamilė Nacickaitė (1/1) Nesibe Aydın GSK Ankara (3/4)                                              | Aleksandra Crvendakić (1/1) LDLC ASVEL Lyon (1/1)                                                  | Raïssa Moussina (1/1) NIKA Syktyvkar (1/1)                                                         | Alaina Coates (3/3) Nesibe Aydın GSK Ankara (4/4)                                                  |
| 16e de f. Match retour | Distinctions non décernées en raison des modifications de calendrier dues à l'épidémie de Covid-19 | Distinctions non décernées en raison des modifications de calendrier dues à l'épidémie de Covid-19 | Distinctions non décernées en raison des modifications de calendrier dues à l'épidémie de Covid-19 | Distinctions non décernées en raison des modifications de calendrier dues à l'épidémie de Covid-19 | Distinctions non décernées en raison des modifications de calendrier dues à l'épidémie de Covid-19 |
| 8e de f. Match aller   | Distinctions non décernées en raison des modifications de calendrier dues à l'épidémie de Covid-19 | Distinctions non décernées en raison des modifications de calendrier dues à l'épidémie de Covid-19 | Distinctions non décernées en raison des modifications de calendrier dues à l'épidémie de Covid-19 | Distinctions non décernées en raison des modifications de calendrier dues à l'épidémie de Covid-19 | Distinctions non décernées en raison des modifications de calendrier dues à l'épidémie de Covid-19 |
| 8e de f. Match retour  | Distinctions non décernées en raison des modifications de calendrier dues à l'épidémie de Covid-19 | Distinctions non décernées en raison des modifications de calendrier dues à l'épidémie de Covid-19 | Distinctions non décernées en raison des modifications de calendrier dues à l'épidémie de Covid-19 | Distinctions non décernées en raison des modifications de calendrier dues à l'épidémie de Covid-19 | Distinctions non décernées en raison des modifications de calendrier dues à l'épidémie de Covid-19 |
| ¼ de f. Match aller    | Tiffany Hayes (2/3) ÇBK Mersin Yenisehir Bld (2/5)                                                 | Kelsey Plum (1/2) Galatasaray İstanbul (1/3)                                                       | DeWanna Bonner (1/2) ÇBK Mersin Yenisehir Bld (3/5)                                                | Tina Krajišnik (1/1) Galatasaray İstanbul (2/3)                                                    | Astou Ndour (1/1) Reyer Venise-Mestre (1/2)                                                        |
| ¼ de f. Match retour   | Yvonne Anderson (1/1) Reyer Venise-Mestre (2/2)                                                    | Tiffany Hayes (3/3) ÇBK Mersin Yenisehir Bld (4/5)                                                 | Kelsey Plum (2/2) Galatasaray İstanbul (3/3)                                                       | Iliana Rupert (1/1) Tango Bourges Basket (2/2)                                                     | DeWanna Bonner (2/2) ÇBK Mersin Yenisehir Bld (5/5)                                                |

### Récompense duFinal Four
- MVP du final four[17] :  Iliana Rupert ( Tango Bourges Basket)